# Capu a u Verdatu
Le Capu a u Verdatu (en corse Capu à u Pardatu) est un sommet de Corse situé dans le massif du Monte Cinto et qui culmine à 2 583 m.
Il se situe sur les communes d'Asco, de Corscia et de Lozzi dans le département de la Haute-Corse.
À ses pieds se trouve un cirque montagneux abritant quatre lacs : le lac Maggiore et les trois lacs du Lancone (Ghiarghe Rosse, Occhi Neri et Lancone Sottano).

## Toponymie
En corse, le sommet est nommé Capu à u Pardatu, littéralement « tête de la Cloison ». Pardatu (ou perdatu) désigne en effet une cloison en bois servant à compartimenter l'espace dans les vieilles maisons et cabanes de berger.
Sa graphie officielle sur les cartes est en revanche beaucoup plus changeante et douteuse. On le trouvait encore écrit sous sa forme toscanisée Capo al Berdato sur les cartes d'État-major au milieu du XIXe siècle. Son orthographe actuelle Capu a u Verdatu, mal calquée sur le toponyme corse, est erronée.

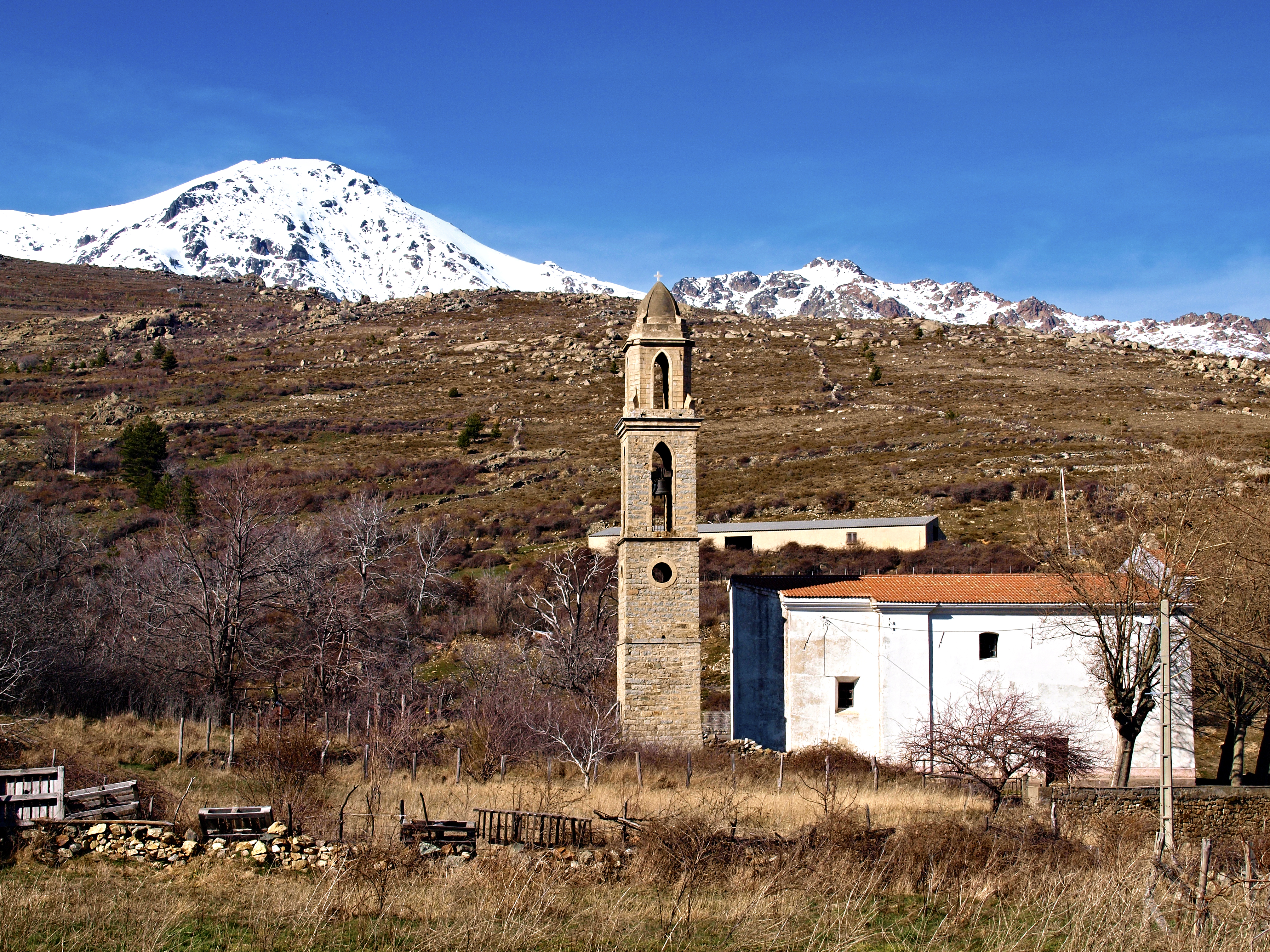
Vue du Capu a u Verdatu depuis Poggio-di-Lozzi.